# Рудные Горы (район)
Рудные Горы (нем. Erzgebirgskreis) — район в Германии. Входит в землю Саксония. Подчинён дирекционному округу Хемниц (ранее административному округу Хемниц). Центр района — город Аннаберг-Буххольц.
Район образован 1 августа 2008 года в результате коммунальной реформы из бывших районов Ауэ-Шварценберг, Аннаберг, Штолльберг и Средние Рудные Горы. 
Площадь территории района — 1828 км². Численность населения района по оценке на 31 декабря 2013 года составляет 351 309 человек.